# Clasificación de UEFA para la Copa Mundial de Fútbol de 1998
Para la Copa Mundial de Fútbol de 1998 de Francia, la UEFA disponía de 15 cupos de las 32 totales del mundial. Una plaza estaba asignada directamente para Francia, como organizador del mundial, por lo que 49 selecciones se disputaron 14 plazas restantes.
Con los 49 equipos se formaron 9 grupos (4 grupos de 6 equipos y 5 grupos de 5 equipos) que jugaron por el sistema de liguilla, con encuentros en casa y fuera. Los primeros de cada grupo se clasificaron para la Copa Mundial de Fútbol de 1998. Los segundos de grupo se ordenaron en una tabla con los puntos y la diferencia de goles contando solo los encuentros disputados contra el 1.º, 3.º y 4.º de su grupo y el mejor segundo también se clasificó directamente. El resto de los equipos disputaron una eliminatoria. En las tablas, los equipos en negrita se encuentran clasificados para la Copa Mundial, mientras que los que están en cursiva han avanzado a la ronda de repesca.

## Grupo 1
| Pos. | Equipo               | Pts. | PJ | G | E | P | GF | GC | Dif. | Clasificación        |
| ---- | -------------------- | ---- | -- | - | - | - | -- | -- | ---- | -------------------- |
| 1    | Dinamarca            | 17   | 8  | 5 | 2 | 1 | 14 | 6  | +8   | Copa Mundial de 1998 |
| 2    | Croacia              | 15   | 8  | 4 | 3 | 1 | 17 | 12 | +5   | Play-offs            |
| 3    | Grecia               | 14   | 8  | 4 | 2 | 2 | 11 | 4  | +7   |                      |
| 4    | Bosnia y Herzegovina | 9    | 8  | 3 | 0 | 5 | 9  | 14 | −5   |                      |
| 5    | Eslovenia            | 1    | 8  | 0 | 1 | 7 | 5  | 20 | −15  |                      |

 Fuente: [cita requerida]
| Fecha                    | Lugar            | Partido              | Partido                         | Partido | Partido                         | Partido              |
| ------------------------ | ---------------- | -------------------- | ------------------------------- | ------- | ------------------------------- | -------------------- |
| 24 de abril de 1996      | Atenas           | Grecia               | Bandera de Grecia               | 2:0     | Bandera de Eslovenia            | Eslovenia            |
| 1 de septiembre de 1996  | Kalamata         | Grecia               | Bandera de Grecia               | 3:0     | Bandera de Bosnia y Herzegovina | Bosnia y Herzegovina |
| 1 de septiembre de 1996  | Liubliana        | Eslovenia            | Bandera de Eslovenia            | 0:2     | Bandera de Dinamarca            | Dinamarca            |
| 8 de octubre de 1996     | Bolonia (Italia) | Bosnia y Herzegovina | Bandera de Bosnia y Herzegovina | 1:4     | Bandera de Croacia              | Croacia              |
| 9 de octubre de 1996     | Copenhague       | Dinamarca            | Bandera de Dinamarca            | 2:1     | Bandera de Grecia               | Grecia               |
| 10 de noviembre de 1996  | Liubliana        | Eslovenia            | Bandera de Eslovenia            | 1:2     | Bandera de Bosnia y Herzegovina | Bosnia y Herzegovina |
| 10 de noviembre de 1996  | Zagreb           | Croacia              | Bandera de Croacia              | 1:1     | Bandera de Grecia               | Grecia               |
| 29 de marzo de 1997      | Split            | Croacia              | Bandera de Croacia              | 1:1     | Bandera de Dinamarca            | Dinamarca            |
| 2 de abril de 1997       | Sarajevo         | Bosnia y Herzegovina | Bandera de Bosnia y Herzegovina | 0:1     | Bandera de Grecia               | Grecia               |
| 2 de abril de 1997       | Split            | Croacia              | Bandera de Croacia              | 3:3     | Bandera de Eslovenia            | Eslovenia            |
| 30 de abril de 1997      | Copenhague       | Dinamarca            | Bandera de Dinamarca            | 4:0     | Bandera de Eslovenia            | Eslovenia            |
| 30 de abril de 1997      | Salónica         | Grecia               | Bandera de Grecia               | 0:1     | Bandera de Croacia              | Croacia              |
| 8 de junio de 1997       | Copenhague       | Dinamarca            | Bandera de Dinamarca            | 2:0     | Bandera de Bosnia y Herzegovina | Bosnia y Herzegovina |
| 20 de agosto de 1997     | Sarajevo         | Bosnia y Herzegovina | Bandera de Bosnia y Herzegovina | 3:0     | Bandera de Dinamarca            | Dinamarca            |
| 6 de septiembre de 1997  | Zagreb           | Croacia              | Bandera de Croacia              | 3:2     | Bandera de Bosnia y Herzegovina | Bosnia y Herzegovina |
| 6 de septiembre de 1997  | Liubliana        | Eslovenia            | Bandera de Eslovenia            | 0:3     | Bandera de Grecia               | Grecia               |
| 10 de septiembre de 1997 | Copenhague       | Dinamarca            | Bandera de Dinamarca            | 3:1     | Bandera de Croacia              | Croacia              |
| 10 de septiembre de 1997 | Sarajevo         | Bosnia y Herzegovina | Bandera de Bosnia y Herzegovina | 1:0     | Bandera de Eslovenia            | Eslovenia            |
| 11 de octubre de 1997    | Liubliana        | Eslovenia            | Bandera de Eslovenia            | 1:3     | Bandera de Croacia              | Croacia              |
| 11 de octubre de 1997    | Atenas           | Grecia               | Bandera de Grecia               | 0:0     | Bandera de Dinamarca            | Dinamarca            |

## Grupo 2
| Pos. | Equipo     | Pts. | PJ | G | E | P | GF | GC | Dif. | Clasificación        |
| ---- | ---------- | ---- | -- | - | - | - | -- | -- | ---- | -------------------- |
| 1    | Inglaterra | 19   | 8  | 6 | 1 | 1 | 15 | 2  | +13  | Copa Mundial de 1998 |
| 2    | Italia     | 18   | 8  | 5 | 3 | 0 | 11 | 1  | +10  | Play-offs            |
| 3    | Polonia    | 10   | 8  | 3 | 1 | 4 | 10 | 12 | −2   |                      |
| 4    | Georgia    | 10   | 8  | 3 | 1 | 4 | 7  | 9  | −2   |                      |
| 5    | Moldavia   | 0    | 8  | 0 | 0 | 8 | 2  | 21 | −19  |                      |

 Fuente: [cita requerida]
| Fecha                    | Lugar    | Partido    | Partido               | Partido | Partido               | Partido    |
| ------------------------ | -------- | ---------- | --------------------- | ------- | --------------------- | ---------- |
| 1 de septiembre de 1996  | Chisináu | Moldavia   | Bandera de Moldavia   | 0:3     | Bandera de Inglaterra | Inglaterra |
| 5 de octubre de 1996     | Chisináu | Moldavia   | Bandera de Moldavia   | 1:3     | Bandera de Italia     | Italia     |
| 9 de octubre de 1996     | Londres  | Inglaterra | Bandera de Inglaterra | 2:1     | Bandera de Polonia    | Polonia    |
| 9 de octubre de 1996     | Perugia  | Italia     | Bandera de Italia     | 1:0     | Bandera de Georgia    | Georgia    |
| 9 de noviembre de 1996   | Tiflis   | Georgia    | Bandera de Georgia    | 0:2     | Bandera de Inglaterra | Inglaterra |
| 10 de noviembre de 1996  | Katowice | Polonia    | Bandera de Polonia    | 2:1     | Bandera de Moldavia   | Moldavia   |
| 12 de febrero de 1997    | Londres  | Inglaterra | Bandera de Inglaterra | 0:1     | Bandera de Italia     | Italia     |
| 29 de marzo de 1997      | Trieste  | Italia     | Bandera de Italia     | 3:0     | Bandera de Moldavia   | Moldavia   |
| 2 de abril de 1997       | Chorzów  | Polonia    | Bandera de Polonia    | 0:0     | Bandera de Italia     | Italia     |
| 30 de abril de 1997      | Nápoles  | Italia     | Bandera de Italia     | 3:0     | Bandera de Polonia    | Polonia    |
| 30 de abril de 1997      | Londres  | Inglaterra | Bandera de Inglaterra | 2:0     | Bandera de Georgia    | Georgia    |
| 31 de mayo de 1997       | Chorzów  | Polonia    | Bandera de Polonia    | 0:2     | Bandera de Inglaterra | Inglaterra |
| 7 de junio de 1997       | Batum    | Georgia    | Bandera de Georgia    | 2:0     | Bandera de Moldavia   | Moldavia   |
| 14 de junio de 1997      | Chorzów  | Polonia    | Bandera de Polonia    | 4:1     | Bandera de Georgia    | Georgia    |
| 10 de septiembre de 1997 | Londres  | Inglaterra | Bandera de Inglaterra | 4:0     | Bandera de Moldavia   | Moldavia   |
| 10 de septiembre de 1997 | Tiflis   | Georgia    | Bandera de Georgia    | 0:0     | Bandera de Italia     | Italia     |
| 24 de septiembre de 1997 | Chisináu | Moldavia   | Bandera de Moldavia   | 0:1     | Bandera de Georgia    | Georgia    |
| 7 de octubre de 1997     | Chisináu | Moldavia   | Bandera de Moldavia   | 0:3     | Bandera de Polonia    | Polonia    |
| 11 de octubre de 1997    | Tiflis   | Georgia    | Bandera de Georgia    | 3:0     | Bandera de Polonia    | Polonia    |
| 11 de octubre de 1997    | Roma     | Italia     | Bandera de Italia     | 0:0     | Bandera de Inglaterra | Inglaterra |

## Grupo 3
| Pos. | Equipo     | Pts. | PJ | G | E | P | GF | GC | Dif. | Clasificación        |
| ---- | ---------- | ---- | -- | - | - | - | -- | -- | ---- | -------------------- |
| 1    | Noruega    | 20   | 8  | 6 | 2 | 0 | 21 | 2  | +19  | Copa Mundial de 1998 |
| 2    | Hungría    | 12   | 8  | 3 | 3 | 2 | 10 | 8  | +2   | Play-offs            |
| 3    | Finlandia  | 11   | 8  | 3 | 2 | 3 | 11 | 12 | −1   |                      |
| 4    | Suiza      | 10   | 8  | 3 | 1 | 4 | 11 | 12 | −1   |                      |
| 5    | Azerbaiyán | 3    | 8  | 1 | 0 | 7 | 3  | 22 | −19  |                      |

 Fuente: [cita requerida]
| Fecha                    | Lugar    | Partido    | Partido               | Partido | Partido               | Partido    |
| ------------------------ | -------- | ---------- | --------------------- | ------- | --------------------- | ---------- |
| 2 de junio de 1996       | Oslo     | Noruega    | Bandera de Noruega    | 5:0     | Bandera de Azerbaiyán | Azerbaiyán |
| 31 de agosto de 1996     | Bakú     | Azerbaiyán | Bandera de Azerbaiyán | 1:0     | Bandera de Suiza      | Suiza      |
| 1 de septiembre de 1996  | Budapest | Hungría    | Bandera de Hungría    | 1:0     | Bandera de Finlandia  | Finlandia  |
| 6 de octubre de 1996     | Helsinki | Finlandia  | Bandera de Finlandia  | 2:3     | Bandera de Suiza      | Suiza      |
| 9 de octubre de 1996     | Oslo     | Noruega    | Bandera de Noruega    | 3:0     | Bandera de Hungría    | Hungría    |
| 10 de noviembre de 1996  | Berna    | Suiza      | Bandera de Suiza      | 0:1     | Bandera de Noruega    | Noruega    |
| 10 de noviembre de 1996  | Bakú     | Azerbaiyán | Bandera de Azerbaiyán | 0:3     | Bandera de Hungría    | Hungría    |
| 2 de abril de 1997       | Bakú     | Azerbaiyán | Bandera de Azerbaiyán | 1:2     | Bandera de Finlandia  | Finlandia  |
| 30 de abril de 1997      | Oslo     | Noruega    | Bandera de Noruega    | 1:1     | Bandera de Finlandia  | Finlandia  |
| 30 de abril de 1997      | Zúrich   | Suiza      | Bandera de Suiza      | 1:0     | Bandera de Hungría    | Hungría    |
| 8 de junio de 1997       | Helsinki | Finlandia  | Bandera de Finlandia  | 3:0     | Bandera de Azerbaiyán | Azerbaiyán |
| 8 de junio de 1997       | Budapest | Hungría    | Bandera de Hungría    | 1:1     | Bandera de Noruega    | Noruega    |
| 20 de agosto de 1997     | Helsinki | Finlandia  | Bandera de Finlandia  | 0:4     | Bandera de Noruega    | Noruega    |
| 20 de agosto de 1997     | Budapest | Hungría    | Bandera de Hungría    | 1:1     | Bandera de Suiza      | Suiza      |
| 6 de septiembre de 1997  | Bakú     | Azerbaiyán | Bandera de Azerbaiyán | 0:1     | Bandera de Noruega    | Noruega    |
| 6 de septiembre de 1997  | Lausana  | Suiza      | Bandera de Suiza      | 1:2     | Bandera de Finlandia  | Finlandia  |
| 10 de septiembre de 1997 | Oslo     | Noruega    | Bandera de Noruega    | 5:0     | Bandera de Suiza      | Suiza      |
| 10 de septiembre de 1997 | Budapest | Hungría    | Bandera de Hungría    | 3:1     | Bandera de Azerbaiyán | Azerbaiyán |
| 11 de octubre de 1997    | Helsinki | Finlandia  | Bandera de Finlandia  | 1:1     | Bandera de Hungría    | Hungría    |
| 11 de octubre de 1997    | Zúrich   | Suiza      | Bandera de Suiza      | 5:0     | Bandera de Azerbaiyán | Azerbaiyán |

## Grupo 4
| Pos. | Equipo      | Pts. | PJ | G | E | P | GF | GC | Dif. | Clasificación        |
| ---- | ----------- | ---- | -- | - | - | - | -- | -- | ---- | -------------------- |
| 1    | Austria     | 25   | 10 | 8 | 1 | 1 | 17 | 4  | +13  | Copa Mundial de 1998 |
| 2    | Escocia     | 23   | 10 | 7 | 2 | 1 | 15 | 3  | +12  | Copa Mundial de 1998 |
| 3    | Suecia      | 21   | 10 | 7 | 0 | 3 | 16 | 9  | +7   |                      |
| 4    | Letonia     | 10   | 10 | 3 | 1 | 6 | 10 | 14 | −4   |                      |
| 5    | Estonia     | 4    | 10 | 1 | 1 | 8 | 4  | 16 | −12  |                      |
| 6    | Bielorrusia | 4    | 10 | 1 | 1 | 8 | 5  | 21 | −16  |                      |

 Fuente: [cita requerida]
| Fecha                    | Lugar           | Partido     | Partido                | Partido | Partido                | Partido     |
| ------------------------ | --------------- | ----------- | ---------------------- | ------- | ---------------------- | ----------- |
| 1 de junio de 1996       | Estocolmo       | Suecia      | Bandera de Suecia      | 5:1     | Bandera de Bielorrusia | Bielorrusia |
| 31 de agosto de 1996     | Minsk           | Bielorrusia | Bandera de Bielorrusia | 1:0     | Bandera de Estonia     | Estonia     |
| 31 de agosto de 1996     | Viena           | Austria     | Bandera de Austria     | 0:0     | Bandera de Escocia     | Escocia     |
| 1 de septiembre de 1996  | Riga            | Letonia     | Bandera de Letonia     | 1:2     | Bandera de Suecia      | Suecia      |
| 5 de octubre de 1996     | Tallin          | Estonia     | Bandera de Estonia     | 1:0     | Bandera de Bielorrusia | Bielorrusia |
| 5 de octubre de 1996     | Riga            | Letonia     | Bandera de Letonia     | 0:2     | Bandera de Escocia     | Escocia     |
| 9 de octubre de 1996     | Estocolmo       | Suecia      | Bandera de Suecia      | 0:1     | Bandera de Austria     | Austria     |
| 9 de octubre de 1996     | Minsk           | Bielorrusia | Bandera de Bielorrusia | 1:1     | Bandera de Letonia     | Letonia     |
| 9 de noviembre de 1996   | Viena           | Austria     | Bandera de Austria     | 2:1     | Bandera de Letonia     | Letonia     |
| 10 de noviembre de 1996  | Glasgow         | Escocia     | Bandera de Escocia     | 1:0     | Bandera de Suecia      | Suecia      |
| 11 de febrero de 1997    | Mónaco (Mónaco) | Estonia     | Bandera de Estonia     | 0:0     | Bandera de Escocia     | Escocia     |
| 29 de marzo de 1997      | Kilmarnock      | Escocia     | Bandera de Escocia     | 2:0     | Bandera de Estonia     | Estonia     |
| 2 de abril de 1997       | Glasgow         | Escocia     | Bandera de Escocia     | 2:0     | Bandera de Austria     | Austria     |
| 30 de abril de 1997      | Riga            | Letonia     | Bandera de Letonia     | 2:0     | Bandera de Bielorrusia | Bielorrusia |
| 30 de abril de 1997      | Gotemburgo      | Suecia      | Bandera de Suecia      | 2:1     | Bandera de Escocia     | Escocia     |
| 30 de abril de 1997      | Viena           | Austria     | Bandera de Austria     | 2:0     | Bandera de Estonia     | Estonia     |
| 18 de mayo de 1997       | Tallin          | Estonia     | Bandera de Estonia     | 1:3     | Bandera de Letonia     | Letonia     |
| 8 de junio de 1997       | Minsk           | Bielorrusia | Bandera de Bielorrusia | 0:1     | Bandera de Escocia     | Escocia     |
| 8 de junio de 1997       | Riga            | Letonia     | Bandera de Letonia     | 1:3     | Bandera de Austria     | Austria     |
| 8 de junio de 1997       | Tallin          | Estonia     | Bandera de Estonia     | 2:3     | Bandera de Suecia      | Suecia      |
| 20 de agosto de 1997     | Tallin          | Estonia     | Bandera de Estonia     | 0:3     | Bandera de Austria     | Austria     |
| 20 de junio de 1997      | Minsk           | Bielorrusia | Bandera de Bielorrusia | 1:2     | Bandera de Suecia      | Suecia      |
| 6 de septiembre de 1997  | Riga            | Letonia     | Bandera de Letonia     | 1:0     | Bandera de Estonia     | Estonia     |
| 6 de septiembre de 1997  | Viena           | Austria     | Bandera de Austria     | 1:0     | Bandera de Suecia      | Suecia      |
| 7 de septiembre de 1997  | Aberdeen        | Escocia     | Bandera de Escocia     | 4:1     | Bandera de Bielorrusia | Bielorrusia |
| 10 de septiembre de 1997 | Minsk           | Bielorrusia | Bandera de Bielorrusia | 0:1     | Bandera de Austria     | Austria     |
| 10 de septiembre de 1997 | Estocolmo       | Suecia      | Bandera de Suecia      | 1:0     | Bandera de Letonia     | Letonia     |
| 11 de octubre de 1997    | Viena           | Austria     | Bandera de Austria     | 4:0     | Bandera de Bielorrusia | Bielorrusia |
| 11 de octubre de 1997    | Estocolmo       | Suecia      | Bandera de Suecia      | 1:0     | Bandera de Estonia     | Estonia     |
| 11 de octubre de 1997    | Glasgow         | Escocia     | Bandera de Escocia     | 2:0     | Bandera de Letonia     | Letonia     |

## Grupo 5
| Pos. | Equipo     | Pts. | PJ | G | E | P | GF | GC | Dif. | Clasificación        |
| ---- | ---------- | ---- | -- | - | - | - | -- | -- | ---- | -------------------- |
| 1    | Bulgaria   | 18   | 8  | 6 | 0 | 2 | 18 | 9  | +9   | Copa Mundial de 1998 |
| 2    | Rusia      | 17   | 8  | 5 | 2 | 1 | 19 | 5  | +14  | Play-offs            |
| 3    | Israel     | 13   | 8  | 4 | 1 | 3 | 9  | 7  | +2   |                      |
| 4    | Chipre     | 10   | 8  | 3 | 1 | 4 | 10 | 15 | −5   |                      |
| 5    | Luxemburgo | 0    | 8  | 0 | 0 | 8 | 2  | 22 | −20  |                      |

 Fuente: [cita requerida]
| Fecha                    | Lugar      | Partido    | Partido               | Partido | Partido               | Partido    |
| ------------------------ | ---------- | ---------- | --------------------- | ------- | --------------------- | ---------- |
| 1 de septiembre de 1996  | Ramat Gan  | Israel     | Bandera de Israel     | 2:1     | Bandera de Bulgaria   | Bulgaria   |
| 1 de septiembre de 1996  | Moscú      | Rusia      | Bandera de Rusia      | 4:0     | Bandera de Chipre     | Chipre     |
| 8 de octubre de 1996     | Luxemburgo | Luxemburgo | Bandera de Luxemburgo | 1:2     | Bandera de Bulgaria   | Bulgaria   |
| 8 de octubre de 1996     | Ramat Gan  | Israel     | Bandera de Israel     | 1:1     | Bandera de Rusia      | Rusia      |
| 10 de noviembre de 1996  | Limassol   | Chipre     | Bandera de Chipre     | 2:0     | Bandera de Israel     | Israel     |
| 10 de noviembre de 1996  | Luxemburgo | Luxemburgo | Bandera de Luxemburgo | 0:4     | Bandera de Rusia      | Rusia      |
| 14 de diciembre de 1996  | Limassol   | Chipre     | Bandera de Chipre     | 1:3     | Bandera de Bulgaria   | Bulgaria   |
| 15 de diciembre de 1996  | Ramat Gan  | Israel     | Bandera de Israel     | 1:0     | Bandera de Luxemburgo | Luxemburgo |
| 29 de marzo de 1997      | Paralimni  | Chipre     | Bandera de Chipre     | 1:1     | Bandera de Rusia      | Rusia      |
| 31 de marzo de 1997      | Luxemburgo | Luxemburgo | Bandera de Luxemburgo | 0:3     | Bandera de Israel     | Israel     |
| 2 de abril de 1997       | Sofía      | Bulgaria   | Bandera de Bulgaria   | 4:1     | Bandera de Chipre     | Chipre     |
| 30 de abril de 1997      | Ramat Gan  | Israel     | Bandera de Israel     | 2:0     | Bandera de Chipre     | Chipre     |
| 30 de abril de 1997      | Moscú      | Rusia      | Bandera de Rusia      | 3:0     | Bandera de Luxemburgo | Luxemburgo |
| 8 de junio de 1997       | Moscú      | Rusia      | Bandera de Rusia      | 2:0     | Bandera de Israel     | Israel     |
| 8 de junio de 1997       | Burgas     | Bulgaria   | Bandera de Bulgaria   | 4:0     | Bandera de Luxemburgo | Luxemburgo |
| 20 de agosto de 1997     | Sofía      | Bulgaria   | Bandera de Bulgaria   | 1:0     | Bandera de Israel     | Israel     |
| 7 de septiembre de 1997  | Luxemburgo | Luxemburgo | Bandera de Luxemburgo | 1:3     | Bandera de Chipre     | Chipre     |
| 10 de septiembre de 1997 | Sofía      | Bulgaria   | Bandera de Bulgaria   | 1:0     | Bandera de Rusia      | Rusia      |
| 11 de octubre de 1997    | Limassol   | Chipre     | Bandera de Chipre     | 2:0     | Bandera de Luxemburgo | Luxemburgo |
| 11 de octubre de 1997    | Moscú      | Rusia      | Bandera de Rusia      | 4:2     | Bandera de Bulgaria   | Bulgaria   |

## Grupo 6
| Pos. | Equipo              | Pts. | PJ | G | E | P  | GF | GC | Dif. | Clasificación        |
| ---- | ------------------- | ---- | -- | - | - | -- | -- | -- | ---- | -------------------- |
| 1    | España              | 26   | 10 | 8 | 2 | 0  | 26 | 6  | +20  | Copa Mundial de 1998 |
| 2    | R. F. de Yugoslavia | 23   | 10 | 7 | 2 | 1  | 29 | 7  | +22  | Play-offs            |
| 3    | República Checa     | 16   | 10 | 5 | 1 | 4  | 16 | 6  | +10  |                      |
| 4    | Eslovaquia          | 16   | 10 | 5 | 1 | 4  | 18 | 14 | +4   |                      |
| 5    | Islas Feroe         | 6    | 10 | 2 | 0 | 8  | 10 | 31 | −21  |                      |
| 6    | Malta               | 0    | 10 | 0 | 0 | 10 | 2  | 37 | −35  |                      |

 Fuente: [cita requerida]
| Fecha                    | Lugar                  | Partido         | Partido                        | Partido | Partido                        | Partido         |
| ------------------------ | ---------------------- | --------------- | ------------------------------ | ------- | ------------------------------ | --------------- |
| 24 de abril de 1996      | Belgrado               | RF Yugoslavia   | Bandera de Serbia y Montenegro | 3:1     | Bandera de Islas Feroe         | Islas Feroe     |
| 2 de junio de 1996       | Belgrado               | RF Yugoslavia   | Bandera de Serbia y Montenegro | 6:0     | Bandera de Malta               | Malta           |
| 31 de agosto de 1996     | Toftir                 | Islas Feroe     | Bandera de Islas Feroe         | 1:2     | Bandera de Eslovaquia          | Eslovaquia      |
| 4 de septiembre de 1996  | Toftir                 | Islas Feroe     | Bandera de Islas Feroe         | 2:6     | Bandera de España              | España          |
| 18 de septiembre de 1996 | Teplice                | República Checa | Bandera de República Checa     | 6:0     | Bandera de Malta               | Malta           |
| 22 de septiembre de 1996 | Bratislava             | Eslovaquia      | Bandera de Eslovaquia          | 6:0     | Bandera de Malta               | Malta           |
| 6 de octubre de 1996     | Toftir                 | Islas Feroe     | Bandera de Islas Feroe         | 1:8     | Bandera de Serbia y Montenegro | RF Yugoslavia   |
| 9 de octubre de 1996     | Praga                  | República Checa | Bandera de República Checa     | 0:0     | Bandera de España              | España          |
| 23 de octubre de 1996    | Bratislava             | Eslovaquia      | Bandera de Eslovaquia          | 3:0     | Bandera de Islas Feroe         | Islas Feroe     |
| 10 de noviembre de 1996  | Belgrado               | RF Yugoslavia   | Bandera de Serbia y Montenegro | 1:0     | Bandera de República Checa     | República Checa |
| 13 de noviembre de 1996  | Santa Cruz de Tenerife | España          | Bandera de España              | 4:1     | Bandera de Eslovaquia          | Eslovaquia      |
| 14 de diciembre de 1996  | Valencia               | España          | Bandera de España              | 2:0     | Bandera de Serbia y Montenegro | RF Yugoslavia   |
| 18 de diciembre de 1996  | La Valeta              | Malta           | Bandera de Malta               | 0:3     | Bandera de España              | España          |
| 12 de febrero de 1997    | Alicante               | España          | Bandera de España              | 4:0     | Bandera de Malta               | Malta           |
| 31 de marzo de 1997      | La Valeta              | Malta           | Bandera de Malta               | 0:2     | Bandera de Eslovaquia          | Eslovaquia      |
| 2 de abril de 1997       | Praga                  | República Checa | Bandera de República Checa     | 1:2     | Bandera de Serbia y Montenegro | RF Yugoslavia   |
| 30 de abril de 1997      | La Valeta              | Malta           | Bandera de Malta               | 1:2     | Bandera de Islas Feroe         | Islas Feroe     |
| 30 de abril de 1997      | Belgrado               | RF Yugoslavia   | Bandera de Serbia y Montenegro | 1:1     | Bandera de España              | España          |
| 8 de junio de 1997       | Toftir                 | Islas Feroe     | Bandera de Islas Feroe         | 2:1     | Bandera de Malta               | Malta           |
| 8 de junio de 1997       | Belgrado               | RF Yugoslavia   | Bandera de Serbia y Montenegro | 2:0     | Bandera de Eslovaquia          | Eslovaquia      |
| 8 de junio de 1997       | Valladolid             | España          | Bandera de España              | 1:0     | Bandera de República Checa     | República Checa |
| 20 de agosto de 1997     | Teplice                | República Checa | Bandera de República Checa     | 2:0     | Bandera de Islas Feroe         | Islas Feroe     |
| 24 de agosto de 1997     | Bratislava             | Eslovaquia      | Bandera de Eslovaquia          | 2:1     | Bandera de República Checa     | República Checa |
| 6 de septiembre de 1997  | Toftir                 | Islas Feroe     | Bandera de Islas Feroe         | 0:2     | Bandera de República Checa     | República Checa |
| 10 de septiembre de 1997 | Bratislava             | Eslovaquia      | Bandera de Eslovaquia          | 1:1     | Bandera de Serbia y Montenegro | RF Yugoslavia   |
| 24 de septiembre de 1997 | La Valeta              | Malta           | Bandera de Malta               | 0:1     | Bandera de República Checa     | República Checa |
| 24 de septiembre de 1997 | Bratislava             | Eslovaquia      | Bandera de Eslovaquia          | 1:2     | Bandera de España              | España          |
| 11 de octubre de 1997    | La Valeta              | Malta           | Bandera de Malta               | 0:5     | Bandera de Serbia y Montenegro | RF Yugoslavia   |
| 11 de octubre de 1997    | Praga                  | República Checa | Bandera de República Checa     | 3:0     | Bandera de Eslovaquia          | Eslovaquia      |
| 11 de octubre de 1997    | Gijón                  | España          | Bandera de España              | 3:1     | Bandera de Islas Feroe         | Islas Feroe     |

## Grupo 7
| Pos. | Equipo       | Pts. | PJ | G | E | P | GF | GC | Dif. | Clasificación        |
| ---- | ------------ | ---- | -- | - | - | - | -- | -- | ---- | -------------------- |
| 1    | Países Bajos | 19   | 8  | 6 | 1 | 1 | 26 | 4  | +22  | Copa Mundial de 1998 |
| 2    | Bélgica      | 18   | 8  | 6 | 0 | 2 | 20 | 11 | +9   | Play-offs            |
| 3    | Turquía      | 14   | 8  | 4 | 2 | 2 | 21 | 9  | +12  |                      |
| 4    | Gales        | 7    | 8  | 2 | 1 | 5 | 20 | 21 | −1   |                      |
| 5    | San Marino   | 0    | 8  | 0 | 0 | 8 | 0  | 42 | −42  |                      |

 Fuente: [cita requerida]
| Fecha                    | Lugar                | Partido      | Partido                     | Partido | Partido                     | Partido      |
| ------------------------ | -------------------- | ------------ | --------------------------- | ------- | --------------------------- | ------------ |
| 2 de junio de 1996       | Ciudad de San Marino | San Marino   | Bandera de San Marino       | 0:5     | Bandera de Gales            | Gales        |
| 31 de agosto de 1996     | Cardiff              | Gales        | Bandera de Gales            | 6:0     | Bandera de San Marino       | San Marino   |
| 31 de agosto de 1996     | Bruselas             | Bélgica      | Bandera de Bélgica          | 2:1     | Bandera de Turquía          | Turquía      |
| 5 de octubre de 1996     | Cardiff              | Gales        | Bandera de Gales            | 1:3     | Bandera de los Países Bajos | Países Bajos |
| 9 de octubre de 1996     | Ciudad de San Marino | San Marino   | Bandera de San Marino       | 0:3     | Bandera de Bélgica          | Bélgica      |
| 9 de noviembre de 1996   | Eindhoven            | Países Bajos | Bandera de los Países Bajos | 7:1     | Bandera de Gales            | Gales        |
| 10 de noviembre de 1996  | Estambul             | Turquía      | Bandera de Turquía          | 7:0     | Bandera de San Marino       | San Marino   |
| 14 de diciembre de 1996  | Cardiff              | Gales        | Bandera de Gales            | 0:0     | Bandera de Turquía          | Turquía      |
| 14 de diciembre de 1996  | Bruselas             | Bélgica      | Bandera de Bélgica          | 0:3     | Bandera de los Países Bajos | Países Bajos |
| 29 de marzo de 1997      | Cardiff              | Gales        | Bandera de Gales            | 1:2     | Bandera de Bélgica          | Bélgica      |
| 29 de marzo de 1997      | Ámsterdam            | Países Bajos | Bandera de los Países Bajos | 4:0     | Bandera de San Marino       | San Marino   |
| 2 de abril de 1997       | Bursa                | Turquía      | Bandera de Turquía          | 1:0     | Bandera de los Países Bajos | Países Bajos |
| 30 de abril de 1997      | Estambul             | Turquía      | Bandera de Turquía          | 1:3     | Bandera de Bélgica          | Bélgica      |
| 30 de abril de 1997      | Ciudad de San Marino | San Marino   | Bandera de San Marino       | 0:6     | Bandera de los Países Bajos | Países Bajos |
| 7 de junio de 1997       | Bruselas             | Bélgica      | Bandera de Bélgica          | 6:0     | Bandera de San Marino       | San Marino   |
| 20 de agosto de 1997     | Estambul             | Turquía      | Bandera de Turquía          | 6:4     | Bandera de Gales            | Gales        |
| 6 de septiembre de 1997  | Róterdam             | Países Bajos | Bandera de los Países Bajos | 3:1     | Bandera de Bélgica          | Bélgica      |
| 10 de septiembre de 1997 | Ciudad de San Marino | San Marino   | Bandera de San Marino       | 0:5     | Bandera de Turquía          | Turquía      |
| 11 de octubre de 1997    | Ámsterdam            | Países Bajos | Bandera de los Países Bajos | 0:0     | Bandera de Turquía          | Turquía      |
| 11 de octubre de 1997    | Bruselas             | Bélgica      | Bandera de Bélgica          | 3:2     | Bandera de Gales            | Gales        |

## Grupo 8
| Pos. | Equipo        | Pts. | PJ | G | E | P  | GF | GC | Dif. | Clasificación        |
| ---- | ------------- | ---- | -- | - | - | -- | -- | -- | ---- | -------------------- |
| 1    | Rumania       | 28   | 10 | 9 | 1 | 0  | 37 | 4  | +33  | Copa Mundial de 1998 |
| 2    | Irlanda       | 18   | 10 | 5 | 3 | 2  | 22 | 8  | +14  | Play-offs            |
| 3    | Lituania      | 17   | 10 | 5 | 2 | 3  | 11 | 8  | +3   |                      |
| 4    | Macedonia     | 13   | 10 | 4 | 1 | 5  | 22 | 18 | +4   |                      |
| 5    | Islandia      | 9    | 10 | 2 | 3 | 5  | 11 | 16 | −5   |                      |
| 6    | Liechtenstein | 0    | 10 | 0 | 0 | 10 | 3  | 52 | −49  |                      |

 Fuente: [cita requerida]
| Fecha                    | Lugar     | Partido       | Partido                        | Partido | Partido                        | Partido       |
| ------------------------ | --------- | ------------- | ------------------------------ | ------- | ------------------------------ | ------------- |
| 24 de abril de 1996      | Skopie    | Macedonia     | Bandera de Macedonia del Norte | 3:0     | Bandera de Liechtenstein       | Liechtenstein |
| 1 de junio de 1996       | Reikiavik | Islandia      | Bandera de Islandia            | 1:1     | Bandera de Macedonia del Norte | Macedonia     |
| 31 de agosto de 1996     | Bucarest  | Rumania       | Bandera de Rumania             | 3:0     | Bandera de Lituania            | Lituania      |
| 31 de agosto de 1996     | Eschen    | Liechtenstein | Bandera de Liechtenstein       | 0:5     | Bandera de Irlanda             | Irlanda       |
| 5 de octubre de 1996     | Vilna     | Lituania      | Bandera de Lituania            | 2:0     | Bandera de Islandia            | Islandia      |
| 9 de octubre de 1996     | Reikiavik | Islandia      | Bandera de Islandia            | 0:4     | Bandera de Rumania             | Rumania       |
| 9 de octubre de 1996     | Dublín    | Irlanda       | Bandera de Irlanda             | 3:0     | Bandera de Macedonia del Norte | Macedonia     |
| 9 de octubre de 1996     | Vilna     | Lituania      | Bandera de Lituania            | 2:1     | Bandera de Liechtenstein       | Liechtenstein |
| 9 de noviembre de 1996   | Eschen    | Liechtenstein | Bandera de Liechtenstein       | 1:11    | Bandera de Macedonia del Norte | Macedonia     |
| 10 de noviembre de 1996  | Dublín    | Irlanda       | Bandera de Irlanda             | 0:0     | Bandera de Islandia            | Islandia      |
| 14 de diciembre de 1996  | Skopie    | Macedonia     | Bandera de Macedonia del Norte | 0:3     | Bandera de Rumania             | Rumania       |
| 29 de marzo de 1997      | Bucarest  | Rumania       | Bandera de Rumania             | 8:0     | Bandera de Liechtenstein       | Liechtenstein |
| 2 de abril de 1997       | Skopie    | Macedonia     | Bandera de Macedonia del Norte | 3:2     | Bandera de Irlanda             | Irlanda       |
| 2 de abril de 1997       | Vilna     | Lituania      | Bandera de Lituania            | 0:1     | Bandera de Rumania             | Rumania       |
| 30 de abril de 1997      | Eschen    | Liechtenstein | Bandera de Liechtenstein       | 0:2     | Bandera de Lituania            | Lituania      |
| 30 de abril de 1997      | Bucarest  | Rumania       | Bandera de Rumania             | 1:0     | Bandera de Irlanda             | Irlanda       |
| 21 de mayo de 1997       | Dublín    | Irlanda       | Bandera de Irlanda             | 5:0     | Bandera de Liechtenstein       | Liechtenstein |
| 7 de junio de 1997       | Skopie    | Macedonia     | Bandera de Macedonia del Norte | 1:0     | Bandera de Islandia            | Islandia      |
| 11 de junio de 1997      | Reikiavik | Islandia      | Bandera de Islandia            | 0:0     | Bandera de Lituania            | Lituania      |
| 20 de agosto de 1997     | Eschen    | Liechtenstein | Bandera de Liechtenstein       | 0:4     | Bandera de Islandia            | Islandia      |
| 20 de agosto de 1997     | Bucarest  | Rumania       | Bandera de Rumania             | 4:2     | Bandera de Macedonia del Norte | Macedonia     |
| 20 de agosto de 1997     | Dublín    | Irlanda       | Bandera de Irlanda             | 0:0     | Bandera de Lituania            | Lituania      |
| 6 de septiembre de 1997  | Reikiavik | Islandia      | Bandera de Islandia            | 2:4     | Bandera de Irlanda             | Irlanda       |
| 6 de septiembre de 1997  | Eschen    | Liechtenstein | Bandera de Liechtenstein       | 1:8     | Bandera de Rumania             | Rumania       |
| 6 de septiembre de 1997  | Vilna     | Lituania      | Bandera de Lituania            | 2:0     | Bandera de Macedonia del Norte | Macedonia     |
| 10 de septiembre de 1997 | Bucarest  | Rumania       | Bandera de Rumania             | 4:0     | Bandera de Islandia            | Islandia      |
| 10 de septiembre de 1997 | Vilna     | Lituania      | Bandera de Lituania            | 1:2     | Bandera de Irlanda             | Irlanda       |
| 11 de octubre de 1997    | Dublín    | Irlanda       | Bandera de Irlanda             | 1:1     | Bandera de Rumania             | Rumania       |
| 11 de octubre de 1997    | Reikiavik | Islandia      | Bandera de Islandia            | 4:0     | Bandera de Liechtenstein       | Liechtenstein |
| 11 de octubre de 1997    | Skopie    | Macedonia     | Bandera de Macedonia del Norte | 1:2     | Bandera de Lituania            | Lituania      |

## Grupo 9
| Pos. | Equipo            | Pts. | PJ | G | E | P | GF | GC | Dif. | Clasificación        |
| ---- | ----------------- | ---- | -- | - | - | - | -- | -- | ---- | -------------------- |
| 1    | Alemania          | 22   | 10 | 6 | 4 | 0 | 23 | 9  | +14  | Copa Mundial de 1998 |
| 2    | Ucrania           | 20   | 10 | 6 | 2 | 2 | 10 | 6  | +4   | Play-offs            |
| 3    | Portugal          | 19   | 10 | 5 | 4 | 1 | 12 | 4  | +8   |                      |
| 4    | Armenia           | 8    | 10 | 1 | 5 | 4 | 8  | 17 | −9   |                      |
| 5    | Irlanda del Norte | 7    | 10 | 1 | 4 | 5 | 6  | 10 | −4   |                      |
| 6    | Albania           | 4    | 10 | 1 | 1 | 8 | 7  | 20 | −13  |                      |

 Fuente: [cita requerida]
| Fecha                    | Lugar            | Partido           | Partido                      | Partido | Partido                      | Partido           |
| ------------------------ | ---------------- | ----------------- | ---------------------------- | ------- | ---------------------------- | ----------------- |
| 31 de agosto de 1996     | Belfast          | Irlanda del Norte | Bandera de Irlanda del Norte | 0:1     | Bandera de Ucrania           | Ucrania           |
| 31 de agosto de 1996     | Ereván           | Armenia           | Bandera de Armenia           | 0:0     | Bandera de Portugal          | Portugal          |
| 5 de octubre de 1996     | Belfast          | Irlanda del Norte | Bandera de Irlanda del Norte | 1:1     | Bandera de Armenia           | Armenia           |
| 5 de octubre de 1996     | Kiev             | Ucrania           | Bandera de Ucrania           | 2:1     | Bandera de Portugal          | Portugal          |
| 9 de octubre de 1996     | Tirana           | Albania           | Bandera de Albania           | 0:3     | Bandera de Portugal          | Portugal          |
| 9 de octubre de 1996     | Ereván           | Armenia           | Bandera de Armenia           | 1:5     | Bandera de Alemania          | Alemania          |
| 9 de noviembre de 1996   | Tirana           | Albania           | Bandera de Albania           | 1:1     | Bandera de Armenia           | Armenia           |
| 9 de noviembre de 1996   | Núremberg        | Alemania          | Bandera de Alemania          | 1:1     | Bandera de Irlanda del Norte | Irlanda del Norte |
| 9 de noviembre de 1996   | Oporto           | Portugal          | Bandera de Portugal          | 1:0     | Bandera de Ucrania           | Ucrania           |
| 14 de diciembre de 1996  | Belfast          | Irlanda del Norte | Bandera de Irlanda del Norte | 2:0     | Bandera de Albania           | Albania           |
| 14 de diciembre de 1996  | Lisboa           | Portugal          | Bandera de Portugal          | 0:0     | Bandera de Alemania          | Alemania          |
| 29 de marzo de 1997      | Belfast          | Irlanda del Norte | Bandera de Irlanda del Norte | 0:0     | Bandera de Portugal          | Portugal          |
| 29 de marzo de 1997      | Granada (España) | Albania           | Bandera de Albania           | 0:1     | Bandera de Ucrania           | Ucrania           |
| 2 de abril de 1997       | Kiev             | Ucrania           | Bandera de Ucrania           | 2:1     | Bandera de Irlanda del Norte | Irlanda del Norte |
| 2 de abril de 1997       | Granada (España) | Albania           | Bandera de Albania           | 2:3     | Bandera de Alemania          | Alemania          |
| 30 de abril de 1997      | Ereván           | Armenia           | Bandera de Armenia           | 0:0     | Bandera de Irlanda del Norte | Irlanda del Norte |
| 30 de abril de 1997      | Bremen           | Alemania          | Bandera de Alemania          | 2:0     | Bandera de Ucrania           | Ucrania           |
| 7 de mayo de 1997        | Kiev             | Ucrania           | Bandera de Ucrania           | 1:1     | Bandera de Armenia           | Armenia           |
| 7 de junio de 1997       | Oporto           | Portugal          | Bandera de Portugal          | 2:0     | Bandera de Albania           | Albania           |
| 7 de junio de 1997       | Kiev             | Ucrania           | Bandera de Ucrania           | 0:0     | Bandera de Alemania          | Alemania          |
| 20 de agosto de 1997     | Belfast          | Irlanda del Norte | Bandera de Irlanda del Norte | 1:3     | Bandera de Alemania          | Alemania          |
| 20 de agosto de 1997     | Setúbal          | Portugal          | Bandera de Portugal          | 3:1     | Bandera de Armenia           | Armenia           |
| 20 de agosto de 1997     | Kiev             | Ucrania           | Bandera de Ucrania           | 1:0     | Bandera de Albania           | Albania           |
| 6 de septiembre de 1997  | Ereván           | Armenia           | Bandera de Armenia           | 3:0     | Bandera de Albania           | Albania           |
| 6 de septiembre de 1997  | Berlín           | Alemania          | Bandera de Alemania          | 1:1     | Bandera de Portugal          | Portugal          |
| 10 de septiembre de 1997 | Zúrich (Suiza)   | Albania           | Bandera de Albania           | 1:0     | Bandera de Irlanda del Norte | Irlanda del Norte |
| 10 de septiembre de 1997 | Dortmund         | Alemania          | Bandera de Alemania          | 4:0     | Bandera de Armenia           | Armenia           |
| 11 de octubre de 1997    | Hanóver          | Alemania          | Bandera de Alemania          | 4:3     | Bandera de Albania           | Albania           |
| 11 de octubre de 1997    | Ereván           | Armenia           | Bandera de Armenia           | 0:2     | Bandera de Ucrania           | Ucrania           |
| 11 de octubre de 1997    | Lisboa           | Portugal          | Bandera de Portugal          | 1:0     | Bandera de Irlanda del Norte | Irlanda del Norte |

## Segundos puestos
El mejor segundo se clasificó directamente para la Copa Mundial de Fútbol de 1998. Los ocho equipos restantes participaron en la repesca europea. Para esto, se diseñó una tabla con los equipos que obtuvieron el segundo lugar en su grupo ordenados por puntos obtenidos en los encuentros disputados contra el 1.º, el 3.º y el 4.º de su mismo grupo). En caso de empate a  puntos se considera primero al que tenga mayor diferencia de goles.
| Pos. | Grp. | Equipo              | Pts. | PJ | G | E | P | GF | GC | Dif. | Clasificación        |
| ---- | ---- | ------------------- | ---- | -- | - | - | - | -- | -- | ---- | -------------------- |
| 1    | 4    | Escocia             | 13   | 6  | 4 | 1 | 1 | 8  | 2  | +6   | Copa Mundial de 1998 |
| 2    | 2    | Italia              | 12   | 6  | 3 | 3 | 0 | 5  | 0  | +5   | Play-offs            |
| 3    | 7    | Bélgica             | 12   | 6  | 4 | 0 | 2 | 11 | 11 | 0    | Play-offs            |
| 4    | 5    | Rusia               | 11   | 6  | 3 | 2 | 1 | 12 | 5  | +7   | Play-offs            |
| 5    | 1    | Croacia             | 11   | 6  | 3 | 2 | 1 | 11 | 8  | +3   | Play-offs            |
| 6    | 6    | R. F. de Yugoslavia | 11   | 6  | 3 | 2 | 1 | 7  | 5  | +2   | Play-offs            |
| 7    | 8    | Irlanda             | 8    | 6  | 2 | 2 | 2 | 8  | 6  | +2   | Play-offs            |
| 8    | 9    | Ucrania             | 8    | 6  | 2 | 2 | 2 | 5  | 5  | 0    | Play-offs            |
| 9    | 3    | Hungría             | 6    | 6  | 1 | 3 | 2 | 4  | 7  | −3   | Play-offs            |

## Repesca
Con los ocho equipos que obtuvieron el segundo lugar y no se clasificaron directamente se formaron 4 eliminatorias, con partidos de ida y vuelta. Los cuatro ganadores se clasificaron para la Copa Mundial de Fútbol de 1998.
- Grupo 1:  Croacia
- Grupo 2:  Italia
- Grupo 3:  Hungría
- Grupo 5:  Rusia
- Grupo 6:  RF Yugoslavia
- Grupo 7:  Bélgica
- Grupo 8:  Irlanda
- Grupo 9:  Ucrania

| Equipo 1 | Agr. | Equipo 2      | Ida | Vuelta |
| -------- | ---- | ------------- | --- | ------ |
| Croacia  | 3–1  | Ucrania       | 2–0 | 1–1    |
| Rusia    | 1–2  | Italia        | 1–1 | 0–1    |
| Irlanda  | 2–3  | Bélgica       | 1–1 | 1–2    |
| Hungría  | 1–12 | RF Yugoslavia | 1–7 | 0–5    |

## Clasificados
| Francia           | Alemania   | Austria           | Bélgica | Bulgaria     | Croacia | Dinamarca     | Bandera de Escocia |
| Francia Anfitrión | Alemania   | Austria           | Bélgica | Bulgaria     | Croacia | Dinamarca     | Escocia            |
| España            | Inglaterra | Bandera de Italia | Noruega | Países Bajos | Rumania | RF Yugoslavia |                    |
| España            | Inglaterra | Italia            | Noruega | Países Bajos | Rumania | RF Yugoslavia |                    |
| ----------------- | ---------- | ----------------- | ------- | ------------ | ------- | ------------- | ------------------ |